# Irene Natividad
Irene Natividad  (* 14. September 1948 in Manila, Philippinen) ist eine US-amerikanische Feministin, Frauenrechtlerin und Verbandspräsidentin.

## Leben
Irene Natividad wurde als viertes Kind eines Chemie-Ingenieurs geboren. Die Familie folgte dem Vater in viele Länder, in denen er gearbeitet hat: Japan, Iran, Griechenland und Indien. 1973 erwarb sie den Master in amerikanischer Literatur und 1976 den Master in Philosophie an der Columbia University in New York.
1974 bis 1976 unterrichtete Natividad frühe amerikanische Literatur zuerst am Lehmann College der City University von New York und dann an der Columbia University.
Mit 26 Jahren (1974) heiratete sie Andreas Cortese, der bei Communications Satellite arbeitete. Beide haben einen Sohn, der 1984 geboren wurde.

## Politische Aktivitäten
Ihre politische Karriere begann mit dem Verteilen von Flugblättern für den Präsidentschaftsanwärter Eugene J. McCarthy im Jahr 1968. Von 1982 bis 1984 war sie die Vorsitzende des New York State Asian Pacific Caucus und Vertreterin der zweiten Vorsitzenden des Asian Pacific Caucus of the Democratic National Committee. 1984 unterstützte sie den Wahlkampf der ersten Frau, die von einer der großen amerikanischen Parteien als Vize-Präsidentin ins Rennen geschickt wurde: Geraldine Ferraro.
Sie wurde 1985 zur Vorsitzenden des National Women’s Political Caucus (NWPC) gewählt und war damit die erste Frau mit asiatischen Wurzeln, die eine politische Organisation in den USA geführt hat. 1987 wurde sie erneut zur Vorsitzenden gewählt, trat 1989 zurück, um sich neuen internationalen Aufgaben zu widmen.
Mit ihrer eigenen Organisation, dem Globe Women, veranstaltet sie seit 1990 prominent besetzte Frauenforen. Das erste der Foren fand 1990 in Kanada statt. 1992 wurde daraus eine Zusammenkunft von Frauen aus 85 Ländern, die in Dublin, Irland, stattfand. Das nächste Forum dieser Art fand 1994 in Taiwan statt. Seit 1997 finden die Foren jährlich statt und sind unter dem Namen Global Summit of Women bekannt.
Eine weitere international bekannte Organisation, die innerhalb des Globe Women organisiert wird, ist das Corporate Women Directors International (CWDI) – ein internationales Netzwerk von hochrangigen Managerinnen. Als Präsidentin des CWDI ist Irene Natividad eine gefragte Interviewpartnerin für die Medien bzgl. der Umsetzung von Frauenrechten.
Irene Natividad hat viele Initiativen und Organisationen ins Leben gerufen, die Frauen und ihre Werte unterstützen. Sie hat den Exceptional Merit in Media Award (EMMA) entwickelt, der 1986 das erste Mal verliehen wurde.
Seit 2006 versammelt sie weltweit Frauen aus Politik und Wirtschaft, um auf den schleppenden Fortschritt in Sachen Frauenrechte aufmerksam zu machen, in dem sie zu feierlichen Eröffnungen von Börsen einlädt. Diese Stock Exchange Market Openings fanden schon an folgenden Orten statt: Hong Kong, Zürich, Barcelona, Istanbul.

## Bezug zu Deutschland
Der Global Summit of Women fand 2007 in Berlin statt und am 30. September 2013 wurde die Frankfurter Börse von Irene Natividad mit Frauen aus der Wirtschaft, Politik und Frauenorganisationen eröffnet.

## Auszeichnungen (Auswahl)
- 1989 Ehrendoktorwürde der Long Island University
- 1994 Ehrendoktorwürde des Marymount College (New York) für ihr weltweites Engagement für Frauenrechte
- 1997 Ernennung zu einer der „25 Most Influential Working Mothers“ durch das US-amerikanische Magazin Working Mothers[7]
- 2004 Ernennung zu einer von „21 Leaders for the 21st Century“ durch Women’s eNews